# 断掌

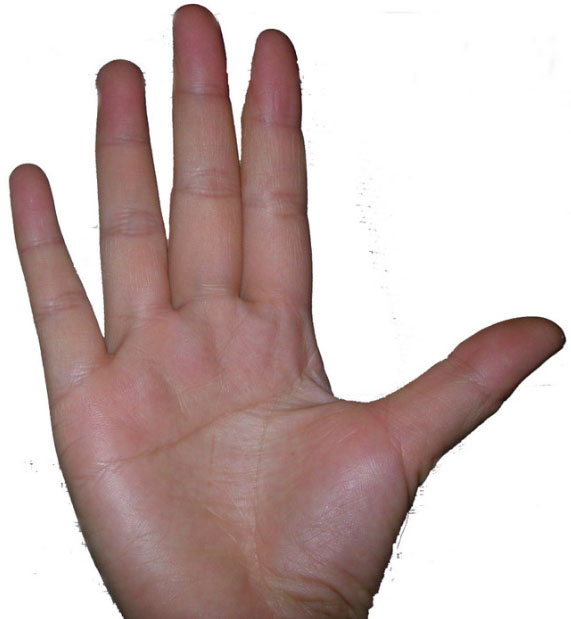
断掌

断掌，又称为通贯手，是指手掌纹感情线与智慧线重合成一直线，紧握手指，可见一条线贯穿整个掌面而过，中间没有中断。相对断掌而言，非断掌掌纹，感情线与智慧线是不会相交重合的。也有一些是假断掌的，两线虽有交错，但并未完全重合。有双手均为断掌，也有只有左或右手为掌。
人類發生断掌的比例大約是10%。唐氏綜合症患者人群中断掌大約佔一半，是此病的一种病征。

## 产生原因
高龄产妇所产婴儿若有唐氏綜合症常会并发断掌。临床统计，断掌的产生百分之八十以上是遗传的，其父母或家族中有人是断掌。

## 提到断掌的影视剧
- 《桂花巷》(電影)：高剔紅
- 《斷掌顺娘》：陈顺英
- 《辛家媳妇》(電視劇)：高剔红
- 《火舞黃沙》：家春分 ，計明鳳
- 《断掌的女人》：羅金玉
- 《第一茶莊》(電視劇)：沈玉琦
- 《十月十日國慶日當天下午二時前後》（许友彬小说，后改编漫画和电视剧）：十月